# Lesbian Space Princess
Lesbian Space Princess ist ein Animationsfilm unter der Regie von Emma Hough Hobbs und Leela Varghese. Der Film erzählt die Geschichte der Weltraumprinzessin Saira, die gezwungen ist, ihren Heimatplaneten Clitopolis zu verlassen, um ihre entführte Ex-Freundin aus den Händen der Straight White Maliens zu befreien. Als erster südaustralischer Animationsfilm feierte er am 27. Oktober 2024 seine Premiere beim Adelaide Film Festival und wurde 2025 in der Panorama-Sektion der 75. Internationalen Filmfestspiele Berlin 2025 gezeigt. Bei der Verleihung der 39. Teddy Awards 2025 wurde dort dem Film der Preis für den besten Spielfilm zuerkannt.

## Handlung
Für Saira, Prinzessin und Tochter der lesbischen Königinnen des Planeten Clitopolis, bricht die Welt zusammen, als ihre große Liebe Kiki, eine Kopfgeldjägerin, die Beziehung beendet. Der Grund: Sairas übermäßige emotionale Bedürftigkeit. Die Trennung stürzt Saira in eine tiefe Krise, doch kurz darauf wendet sich das Blatt dramatisch – Kiki wird entführt. Die Täter, eine Gruppierung von heterosexuellen, weißen Außenseitern und Incels, die sich Straight White Maliens nennen, fordern als Lösegeld die königliche Labrys, die mächtigste Waffe der Lesben. Doch Saira besitzt diese Waffe nicht.
Entschlossen, ihre Ex-Freundin zu retten, verlässt Saira zum ersten Mal ihren Heimatplaneten und begibt sich auf eine „inter-gay-laktische“ Mission. Innerhalb von nur 24 Stunden muss sie den Mut finden, sich den Gefahren des Universums zu stellen, und gleichzeitig ihre eigenen Selbstzweifel überwinden.

## Produktion und Hintergründe
Lesbian Space Princess ist der erste abendfüllende Animationsfilm aus Südaustralien und feierte seine Weltpremiere auf der 75. Berlinale. Der Film wurde in der Panorama-Sektion des Festivals präsentiert. Im September 2025 wird er bei der Filmkunstmesse Leipzig gezeigt.
Regie führten die Debütantinnen Emma Hough Hobbs und Leela Varghese, produziert wurde der Film von Tom Phillips unter dem Banner von We Made a Thing Studios. Entstanden ist das Projekt im Rahmen des Film Lab: New Voices-Programms, einer Initiative der South Australian Film Corporation (SAFC), des Adelaide Film Festivals (AFF) und von Screen Australia, die darauf abzielt, neue und vielfältige Filmschaffende zu fördern.
Beim Adelaide Film Festival feierte der Film am 27. Oktober 2024 Premiere und überzeugte mit vier ausverkauften Work-in-Progress-Vorführungen sowie dem Gewinn des Publikumspreises für Spielfilme.
Bei der Berlinale erhielt der Film den Teddy Award für den Besten Spielfilm, der für herausragende LGBTQIA+-Filme verliehen wird.

## Auszeichnungen
- 2024: Publikumspreis für Spielfilme Adelaide Film Festival
- 2025: Bester Spielfilm beim 39. Teddy Award im Rahmen der 75. Internationalen Filmfestspiele Berlin 2025
- 2025: 2. Platz in der Kategorie Spielfilm beim Panorama Publikums-Preis der Berlinale[7]